# Atilax mesotes
Atilax mesotes — це вимерлий вид мангустів, який жив в Африці під час раннього плейстоцену приблизно 1.98 мільйона років тому.
Останки цього виду вперше були знайдені в Кромдрааї і включали повний череп і нижню щелепу. Більше матеріалу було знайдено в інших місцях, наприклад, у Південній Африці (Малапа).
Спочатку вид був описаний як Herpestes mesotes, але було виявлено, що він має багато спільних рис черепа з сучасними болотними мангустами і може представляти форму предка останнього виду, що відгалужується від еволюційної лінії Herpestes. Наявність Atilax mesotes у Малапі вказує на наявність води поблизу.
Atilax mesotes був досить великим видом, зрівнянним з єгипетським мангустом (Herpestes ichneumon) за розмірами, на основі черепних вимірювань. Відрізняється більш міцними щічними зубами, менш редукованими другими молярами і коротшим піднебінням позаду останніх молярів.